# 艾德·达勒
小爱德华·达勒（英語：Edward Dahler Jr.，1926年1月31日—2012年3月16日），美国NBA联盟前职业篮球运动员。